# UFO Baby
UFO Baby (だぁ！だぁ！だぁ！?, Daa! Daa! Daa!, Daa! Daa! Daa!) è un manga shōjo scritto e disegnato da Mika Kawamura, pubblicato in Giappone sulla rivista Nakayoshi di Kōdansha dal febbraio 1998 al marzo 2002. L'autrice ha continuato con una seconda serie intitolata UFO Baby! 2 - Le nuove avventure di Lou (新☆だぁ！だぁ！だぁ！?, Shin ☆ Daa! Daa! Daa!), anch'essa edita da Kōdansha, dal maggio 2002 al febbraio 2003. In Italia è stato pubblicato dalla Play Press dall'aprile 2002 al maggio 2004.
Dal manga è stato tratto un anime di due stagioni da 39 episodi ciascuna, prodotto da J.C.Staff e andato in onda in Giappone su NHK-BS2 tra il marzo 2000 e il febbraio 2002; in Italia è stato trasmesso su Rai Due dal settembre 2001 all'agosto 2004.
Il titolo originale fa riferimento al tipico verso che fanno i neonati.

## Trama
In seguito alla partenza dei suoi genitori per l'America, a causa di un progetto della NASA, Miyu Kozuki viene ospitata a casa di un amico di famiglia, il signor Saionji, che presto parte per l'India per un pellegrinaggio e lascia la ragazza da sola insieme al figlio, Kanata.
La vita dei due ragazzi, coetanei, viene sconvolta dall'arrivo di un neonato alieno, Lou, giunto sulla Terra dal pianeta Otto a causa di una distorsione spazio-temporale insieme al suo alien-sitter BauMiao. In attesa che BauMiao riesca a riparare l'astronave per tornare a casa, Miyu e Kanata accettano di ospitarli, affezionandosi molto a Lou, che crede siano i suoi genitori. La convivenza, però, darà luogo a situazioni comiche e imbarazzanti.

## Personaggi

### Personaggi principali
Miyu Kozuki (光月 未夢?, Kōzuki Miyu)
Doppiata da: Kaori Nazuka (ed. giapponese), Michela Alborghetti (ed. italiana)
La protagonista femminile della storia, è una bella quattordicenne bionda allegra, dolce e gentile. I suoi genitori sono partiti per gli Stati Uniti per lavorare alla NASA e la ragazza viene ospitata al tempio dell'amico di famiglia Hosho Saionji, che ci vive insieme al figlio Kanata, coetaneo di Miyu. Presto, però, l'uomo parte per un viaggio di un anno in India, lasciando Miyu e Kanata da soli. Inizialmente la ragazza litiga molto con lui, ma poi scopre da sua madre che erano amici d'infanzia e, con il proseguire della serie, s'innamora del ragazzo. Nell'anime, ha una cotta anche per Mizuki Yamamura, il fratello minore di Mikan. Molto affezionata a Lou, sente di essere una vera madre per lui e il suo carattere subisce una lenta evoluzione. Inizia così a comprendere che, sebbene i suoi genitori l'abbiano spesso lasciata sola, pensavano sempre a lei e non per questo le volevano meno bene. I suoi piatti preferiti sono il budino alla vaniglia e gli spiedini salati. Il suo compleanno è il 15 marzo, è dei Pesci e gruppo sanguigno 0. Dieci anni dopo la si vede sposata con Kanata, dal quale ha una figlia, Miu.
Kanata Saionji (西遠寺 彷徨?, Saionji Kanata)
Doppiato da: Yūko Sanpei (ed. giapponese), Paola Majano (ed. italiana)
Il protagonista maschile della storia, ha 14 anni. A scuola è il ragazzo più popolare per il suo bell'aspetto, gli ottimi voti e la bravura negli sport. Suo padre se ne va per un viaggio in India, lasciandolo solo a casa con Miyu, che comincia a frequentare la sua stessa scuola; i due finiscono in classe insieme e lui è il capoclasse. Il suo migliore amico è Santa Kurosu. Inizialmente, lui e la ragazza non vanno molto d'accordo e fingono di essere cugini, però, si accorge di essersi innamorato di Miyu, ma cerca di nasconderlo prendendola in giro. Sua madre Hitomi era un'ottima amica della madre di Miyu, Miki, ed è morta quando lui aveva tre anni. È molto chiuso con le persone che non conosce. Il suo cibo preferito è la zucca, cucinata in qualsiasi modo, perché è con questo cibo che sua madre lo ha svezzato. Ama leggere libri. È nato il 25 dicembre, è un Capricorno e gruppo sanguigno AB.
Lou (ルゥ?, Rū)
Doppiato da: Mika Kanai (ed. giapponese), Tatiana Dessi (ed. italiana)
È il piccolo neonato alieno proveniente dal pianeta Otto arrivato a casa Saionji. Può volare ed esercitare la telecinesi. Sviluppa un grande affetto per Miyu e Kanata, pensando che siano i suoi genitori a causa della somiglianza con quelli veri. Anche se è molto piccolo, capisce tutto; non gli piace vedere Miyu e Kanata litigare. Miyu fa credere a tutti che sia il suo fratellino. Protagonista di UFO Baby! 2 insieme a Miu, la figlia di Kanata e Miyu, pur essendo cresciuto ha mantenuto i suoi poteri perché è rimasto puro. S'innamora di Miu, che incontra per la prima volta sul pianeta Otto quando la salva da due malfattori che volevano rapirla per venderla, e torna da lei sulla Terra due anni dopo averla riportata a casa.
BauMiao (ワンニャー?, WanNyā)
Doppiato da: Chiemi Chiba (ed. giapponese), Valeria Vidali / Patrizio Cigliano (da umano maschio) / Alessandra Grado (da umano femmina) (ed. italiana)
Un incrocio tra cane e gatto, è l'alien sitter di Lou e, come lui, proviene dal pianeta Otto. Per ringraziare Miyu e Kanata dell'ospitalità, si occupa delle faccende domestiche e della cucina. Può trasformarsi in un umano, un animale o un oggetto. Ama i dango, degli spiedini dolci caramellati, e il suo sogno è diventare l'alien sitter migliore di tutti.
Christine "Chris" Hanakomachi (花小町 クリスティーヌ?, Hanakomachi Kurisutīnu)
Doppiata da: Haruna Ikezawa (ed. giapponese), Ilaria Latini (ed. italiana)
Compagna di classe di Miyu e Kanata, ha i capelli rosa, è francese da parte di madre ed è molto ricca. Da sempre innamorata di Kanata, è molto gelosa e soffre di doppia personalità ogni volta che sospetta che un'altra si stia intromettendo tra lei e il ragazzo, rompendo sempre qualcosa per poi aggiustarla subito. Timida e amichevole, nel manga viene presto a conoscenza del segreto di Lou, mentre nell'anime lo scopre solo alla fine. Le piace sciare e cavalcare. Gruppo sanguigno AB, è nata il 2 settembre sotto il segno della Vergine. Il suo cibo preferito è la crostata di amarene. Vive con il maggiordomo De Cervis.
Momoka Hanakomachi (花小町 ももか?, Hanakomachi Momoka)
Doppiata da: Chinami Nishimura (ed. giapponese), Letizia Ciampa (ed. italiana)
La cuginetta di tre anni di Christine, viaggia in triciclo ed è molto precoce. Innamorata di Lou, dichiara di essere la sua fidanzata e non ha un bel rapporto con Miyu, che chiama "signora", mentre con Kanata va molto d'accordo. È anche lei a conoscenza del segreto di Lou da quando l'ha visto volare. È nata il 21 giugno, è dei Gemelli e gruppo sanguigno 0. Il suo cibo preferito è la coppa gelato alla fragola e le piacciono il rosa e il bianco. Frequenta l'asilo Momonoki nella classe Momo.
Aya Konishi (小西 綾?, Konishi Aya)
Doppiata da: Atsuko Enomoto (ed. giapponese), Milvia Bonacini (ed. italiana)
Compagna di classe di Miyu e Kanata, è una buona amica di Miyu e va spesso a fare shopping con lei e Nanami. Ha i capelli verdi, legati in due trecce. È la vicepresidentessa del circolo teatrale, e ama il teatro più di ogni altra cosa. Quando è emozionata parla in francese. Esuberante e solare, nelle sue recite sono sempre Miyu e Kanata i due protagonisti. Il suo compleanno è il 24 agosto, è della Vergine e gruppo sanguigno B.
Nanami Tenchi (天地 ななみ?, Tenchi Nanami)
Doppiata da: Asako Shirakura (ed. giapponese), Perla Liberatori (ed. italiana)
Compagna di classe di Miyu e Kanata, è la migliore amica di Aya e Miyu. Ha corti capelli castani; giocherellona e amante del cibo, è una ragazza sportiva e compra soltanto vestiti usati.
Santa Kurosu (黒須 三太?, Kurosu Santa)
Doppiato da: Hikaru Tokita (ed. giapponese), Cinzia Villari (ed. italiana)
Il miglior amico di Kanata, ama i vecchi dischi, gli extraterrestri e fa parte del club d'astronomia. È diventato amico di Kanata perché a entrambi da piccoli piaceva lo stesso supereroe, Cactus Man, e insieme hanno sepolto una capsula del tempo contenente i loro costumi del supereroe. Non sa dire bugie e ha un'amica di penna, Akane Shirai, che incontra nell'episodio 64, poco prima che lei parta per la Germania. Alla fine del manga, esce con una celebrità, Kyoko. È nato il 10 febbraio, è un Acquario e gruppo sanguigno B.
Nozomu Hikarigaoka (光ヶ丘 望?, Hikarigaoka Nozomu)
Doppiato da: Taisuke Yamamoto (ed. giapponese), Marco Vivio (ed. italiana)
Compagno di classe di Miyu e Kanata, compare nel volume 7 del manga e nella seconda stagione dell'anime. Dedito ai giochi di prestigio, considera Kanata il suo rivale perché è il ragazzo più popolare della scuola, titolo che vorrebbe avere lui. Ha i capelli biondi ed è narcisista. Corteggia tutte le ragazze, in particolare Miyu che chiama "Miyuccia". Ha un pappagallo, Okame, che lo aiuta a consegnare le rose alle ragazze: il suo obiettivo è regalare un sogno a ogni fanciulla. Alla fine del manga diventa un mago. È nato l'8 agosto, è del Leone e gruppo sanguigno B.
Mikan Yamamura (山村 みかん?, Yamamura Mikan)
Doppiata da: Mika Kanai (ed. giapponese), Domitilla D'Amico (ed. italiana)
Una mangaka amica di Miyu e Kanata, ha un fratello minore, Mizuki. Sempre di corsa per colpa delle scadenze, porta un mandarino sulla testa e non ha mai abbandonato il suo sogno di diventare mangaka nonostante il padre volesse che diventasse panettiera. È stata incaricata dal padre di Kanata di tener d'occhio il ragazzo e Miyu durante la sua assenza. È la rappresentazione buffa dell'autrice di UFO Baby, Mika Kawamura.

### Altri personaggi
Miki Kozuki (光月 未来?, Kōzuki Miki)
Doppiata da: Yūko Minaguchi (ed. giapponese), Sabrina Duranti (ed. italiana)
La madre di Miyu, è una biologa e il suo sogno è trovare una forma di vita extraterrestre. Assunta dalla NASA come astronauta, all'inizio della serie parte per gli Stati Uniti. I suoi sogni da giovane erano avere una figlia stupenda e diventare astronauta, ed entrambi si sono realizzati. Amica di Hitomi, la madre di Kanata, le due si erano incontrate all'età di 13 anni al club scolastico degli astronauti ed erano diventate amiche pur essendo in due classi diverse. In un momento di sconforto, Hitomi la incoraggiò a non arrendersi e sostenere l'esame di ammissione all'università. Qui Miki conobbe Yu, suo futuro marito. È allegra e spensierata. È nata il 7 luglio e il suo gruppo sanguigno è A.
Yu Kozuki (光月 優?, Kōzuki Yū)
Doppiato da: Takuma Suzuki (ed. giapponese), Gianni Bersanetti (ed. italiana)
Il padre di Miyu, è un geofisico. Assunto dalla NASA, all'inizio della serie parte per gli Stati Uniti. Ha due anni in più della moglie, che ha incontrato per la prima volta all'università quando le chiese di entrare a far parte del club dello spazio. È nato il 4 aprile e il suo gruppo sanguigno è 0.
Hosho Saionji (西遠寺 宝晶?, Saionji Hōshō)
Doppiato da: Ken'ichi Ogata (ed. giapponese), Mino Caprio (ed. italiana)
Il padre di Kanata, è un bonzo shintoista. Parte per un pellegrinaggio in India della durata di un anno, lasciando Miyu e Kanata da soli al tempio. Torna nell'episodio 31, scoprendo il segreto di BauMiao e Lou, ma riparte subito per un nuovo pellegrinaggio in Tibet. Ha amato molto la moglie e scoppia in lacrime ogni volta che deve parlarne o ricordare qualcosa di lei. Un uomo molto ottimista, è nato il 16 giugno e il suo gruppo sanguigno è B.
Hitomi Saionji (西遠寺 瞳?, Saionji Hitomi)
Doppiata da: Sakiko Tamagawa (ed. giapponese), Laura Latini (da giovane) / Giò Giò Rapattoni (ed. italiana)
La madre di Kanata, era molto amica di quella di Miyu, Miki; è morta il 31 ottobre quando il figlio aveva tre anni. I suoi resti sono sepolti nella terra del tempio Saionji. Gentile e bella, era un'ottima cuoca. Ha incontrato Miki all'età di 13 anni al club scolastico degli astronauti, diventando sua amica pur essendo in due classi diverse. Il suo sogno era aiutare le persone sfortunate; ha conosciuto Hosho durante una gita scolastica al tempio.
Signorina Mizuno (水野先生?, Mizuno-sensei)
Doppiata da: Katsuya Endō (ed. giapponese), Monica Gravina (ed. italiana)
L'insegnante di Economia Domestica di Miyu e Kanata, è molto brava in ogni attività, dalla cucina alle arti ninja, e ha fatto moltissimi lavori. È un'amica di Mikan.
De Cervis (鹿田さん?, Shikada-san)
Doppiato da: Kunihiko Yasui (ed. giapponese), Sergio Lucchetti (ed. italiana)
Maggiordomo della famiglia Hanakomachi e assistente custode di Christine. Indossa sempre un costume da cervo (da qui il suo nome sia quello originale che quello italiano).
Seiya Yaboshi (夜星 星矢?, Yaboshi Seiya)
Doppiato da: Asami Sanada (ed. giapponese), Lorenzo De Angelis (ed. italiana)
Un alieno biondo del pianeta Shalack, s'innamora di Miyu e spesso, per starle vicino, si trasforma in Kanata. Riesce a leggere la mente. Il suo obiettivo è prendere Lou per farlo partecipare a un programma televisivo del suo pianeta, ma poi lascia perdere vedendo il legame tra il bambino, Miyu e Kanata. Ha una sorella, Rui. In seguito, scappa di casa e torna sulla Terra.
Rui Yaboshi (夜星 流?, Yaboshi Rui)
Doppiata da: Junko Noda (ed. giapponese), Giò Giò Rapattoni (ed. italiana)
La sorella maggiore di Seiya, arriva sulla Terra nell'episodio 28 per riprendere il fratello scappato di casa. Da piccoli, ha salvato Seiya da un vortice spazio-temporale che stava per inghiottirlo. Lavora alla caffetteria della stazione di polizia del pianeta Shalack ed è fidanzata con Teru Moroboshi. È un personaggio originale dell'anime.
Teru Moroboshi (諸星 輝?, Moroboshi Teru)
Doppiato da: Ryōtarō Okiayu (ed. giapponese), Nanni Baldini (ed. italiana)
Sceriffo spaziale della polizia della Federazione dello Spazio. È fidanzato con Rui Yaboshi.
Midorekawa (ミドレ川?, Midorekawa), Suzuta (鈴田?, Suzuta) & Mariyama (マリ山?, Mariyama)
Doppiati da: Atsuko Enomoto e Kōichi Sakaguchi (ed. giapponese), ?, Davide Lepore e Daniela Calò (ed. italiana)
Editori responsabili dei manga di Mikan. Midorekawa porta una nota musicale sulla testa ed è la responsabile principale, mentre Suzuta che porta una campana e Mariyama che porta una pallina da tennis sono dei suoi sostituti.
Mizuki Yamamura (山村 みずき?, Yamamura Mizuki)
Doppiato da: Chihiro Suzuki (ed. giapponese), Marco Vivio (ed. italiana)
Fratello minore di Mikan, è un ragazzo molto gentile. Frequenta l'ultimo anno del liceo.
Preside Monzo (もん蔵 校長?, Monzō-kōchō)
Doppiato da: Naoki Bandō (ed. giapponese), Roberto Draghetti (ed. italiana)
Il preside della scuola, adora le scimmie, le banane e i videogiochi. Da piccolo aveva una scimmia, Monkichi, che torna da lui dopo molti anni grazie a un passaggio spazio-temporale.
Durian (ドリアン?, Dorian), Kiwi (キウイ?, Kiui) & Guava (グアバ?, Guaba)
Doppiate da: Hisayo Mochizuki, Yukana Nogami e Miki Nagasawa (ed. giapponese), Laura Latini, Laura Cosenza e ? (ed. italiana)
Tre sorelle aliene provenienti dal pianeta Shalack. Durian è la leader.
Pepo (ペポ?, Pepo)
Doppiato da: Ai Tokunaga (ed. giapponese), Alessio Cigliano (ed. italiana)
Un alieno di razza Peponiana simile a un coniglio, arriva nell'episodio 58 e diventa l'animaletto di Lou. È caduto fuori da una navicella spaziale mentre veniva trasportato, precipitando sulla Terra, dove è stato scambiato per un peluche e messo in una macchinetta di giocattoli dal quale è stato pescato da Kanata. Mangia moltissimo e ripete sempre la parola "pepo".
Akira Kijo (喜上 アキラ?, Kijō Akira)
Doppiata da: Kotono Mitsuishi (ed. giapponese), Paola Valentini (ed. italiana)
Un'amica d'infanzia di Kanata, hanno frequentato la stessa scuola fino alla quarta elementare ed è stata il suo primo amore. Ha lunghi capelli neri e occhi viola. Torna dall'America per far rispettare a Kanata la promessa che le aveva fatto da piccoli: il ragazzo le promise che avrebbero guardato insieme il tramonto al Fantasy Park. Ha una cotta per Kanata. Il suo compleanno è il 28 settembre, è della Bilancia e il gruppo sanguigno AB.
Kurita Hanakomachi (花小町 栗太?, Hanakomachi Kurita)
Fratello maggiore di Momoka e cugino di Christine, s'innamora a prima vista di Miyu. Indossa sempre gli occhiali, ma quando li toglie rivela di essere un bel ragazzo. Il suo gruppo sanguigno è 0, è nato il 21 giugno ed è dei Gemelli. Il suo cibo preferito è l'oden. Compare solo nel manga.
Miu Saionji (西遠寺 未宇?, Saionji Miu)
La figlia di Kanata e Miyu, ha 12 anni e frequenta il sesto anno delle elementari. A causa di un passaggio spazio-temporale finisce sul pianeta Otto, dove incontra Lou ormai cresciuto e s'innamora di lui. Insieme al ragazzo, a Lan, An e MiniMiao, parte su una navicella spaziale per tornare sulla Terra. Quando Lou riparte per il suo pianeta, le promette di tornare da lei, cosa che non farà dopo. È molto vivace, è nata il 5 ottobre, il suo segno zodiacale è la vergine e il gruppo sanguigno A. Adora i dolci e il suo sogno è diventare una cantante. Compare, neonata, nell'ultimo episodio dell'anime, ma ha i capelli biondi invece che rosa.
Lan (ラン?, Ran)
Compagno di classe e grande amico di Lou, mangia moltissimo.
An-F90 (アン–Ｆ９０?, An-F90)
La robocameriera che si occupa di cucinare e pulire l'astronave su cui viaggiano, è alimentata da due batterie ricaricabili.
MiniMiao (ミニニャー?, MiniNyā)
Figlio di BauMiao, è il settimo di otto gattini. Il cucciolo di Lou, è molto legato a Miu e parte con lei per scoprire nuove cose. È lungo 14 cm e pesa 800 g.

## Manga
Il manga è stato pubblicato sulla rivista Nakayoshi a partire dal febbraio 1998 e successivamente serializzato in 9 tankōbon dal settembre dello stesso anno al giugno 2002. La seconda serie, formata da 2 volumi, è uscita dal maggio 2002 al febbraio 2003. In occasione del 60º anniversario della rivista in cui è stato pubblicato, nel 2015 è stata ristampata una riedizione della serie.
In Italia, UFO Baby è stato pubblicato dalla Play Press a partire dall'aprile al dicembre 2002. La seconda serie, UFO Baby! 2 - Le nuove avventure di Lou, è uscita sempre da parte della Play Press nel maggio 2004.

### Volumi
| UFO Baby (9 volumi)                                |                  |                    |                   |
| 1                                                  | 4 settembre 1998 | ISBN 4-06-178898-1 | 1º aprile 2002    |
| 2                                                  | 7 gennaio 1999   | ISBN 4-06-178907-4 | 1º maggio 2002    |
| 3                                                  | 4 giugno 1999    | ISBN 4-06-178916-3 | 1º giugno 2002    |
| 4                                                  | 6 dicembre 1999  | ISBN 4-06-178927-9 | 1º luglio 2002    |
| 5                                                  | 6 giugno 2000    | ISBN 4-06-178939-2 | 1º agosto 2002    |
| 6                                                  | 6 dicembre 2000  | ISBN 4-06-178951-1 | 1º settembre 2002 |
| 7                                                  | 7 maggio 2001    | ISBN 4-06-178962-7 | 1º ottobre 2002   |
| 8                                                  | 6 novembre 2001  | ISBN 4-06-178975-9 | 1º novembre 2002  |
| 9                                                  | 6 giugno 2002    | ISBN 4-06-178991-0 | 1º dicembre 2002  |
| UFO Baby! 2 - Le nuove avventure di Lou (2 volumi) |                  |                    |                   |
| 1                                                  | 6 novembre 2002  | ISBN 4-06-364003-5 | 7 maggio 2004     |
| 2                                                  | 6 maggio 2003    | ISBN 4-06-364018-3 | 11 maggio 2004    |

## Anime
L'anime, prodotto da J.C.Staff, è composto da due stagioni di 39 episodi ciascuna, andati in onda tra il marzo 2000 e il febbraio 2002 su NHK-BS2. È stato successivamente raccolto in 13 DVD.
In Italia è stato acquistato da Rai ed è stato trasmesso dal settembre 2001 all'agosto 2004 su Rai Due. Per conto di Rai Trade la serie è uscita in VHS, contenente ognuna due episodi.

### Episodi
| Nº                         | Titolo italiano Giapponese 「Kanji」 - Rōmaji - Traduzione letterale                                                                        | In onda           | In onda           |
| Nº                         | Titolo italiano Giapponese 「Kanji」 - Rōmaji - Traduzione letterale                                                                        | Giapponese        | Italiano          |
| Prima serie (39 episodi)   | |                   |                   |
| 1                          | Il piccolo alieno 「いきなり４人家族？！」 - Ikinari 4-nin kazoku?! – "Una famiglia di quattro persone all'improvviso?!"                    | 28 marzo 2000     | 24 settembre 2001 |
| 2                          | Il primo giorno di scuola 「ルゥくん煙突に登る」 - Rū-kun entotsu ni noboru – "Lou sta scalando il camino"                                  | 4 aprile 2000     | 25 settembre 2001 |
| 3                          | Party a sorpresa 「クリス達がやって来た」 - Kurisu-tachi ga yattekita – "Chris e gli altri arrivano"                                        | 11 aprile 2000    | 26 settembre 2001 |
| 4                          | Fuga a quattro zampe 「ももかとネックレス」 - Momoka to nekkuresu – "Momoka e la collana"                                                   | 18 aprile 2000    | 27 settembre 2001 |
| 5                          | Miyu cuoca fallita 「未夢の料理は失敗！？」 - Miyu no ryōri wa shippai!? – "La cucina di Miyu è un fallimento!?"                            | 25 aprile 2000    | 28 settembre 2001 |
| 6                          | La festa della mamma 「母の日にママ来る」 - Haha no hi ni mama kuru – "Arriva la mamma nel giorno della festa della mamma"                  | 16 maggio 2000    | 1º ottobre 2001   |
| 7                          | Lou va a scuola 「ルゥくん学校で人気者」 - Rū-kun gakkō de ninki-sha – "Lou popolare a scuola"                                              | 23 maggio 2000    | 2 ottobre 2001    |
| 8                          | Lou debutta in teatro 「ルゥくん主役で初舞台」 - Rū-kun shuyaku de hatsubutai – "Lou debutta nella recitazione"                             | 30 maggio 2000    | 6 ottobre 2001    |
| 9                          | Minuscoli amici 「いとこ同士公園デート」 - Itoko dōshi kōen dēto – "Un appuntamento al parco tra cugini"                                    | 6 giugno 2000     | 13 ottobre 2001   |
| 10                         | Un nuovo look 「三太ボーっと遊ばれる」 - Santa bōtto asobareru – "Giocando con Santa"                                                       | 13 giugno 2000    | 20 ottobre 2001   |
| 11                         | Sottaceti 「六月父の日パパ来る」 - Rokugatsu chichi no hi papa kuru – "Arriva papà a giugno durante la festa del papà"                      | 20 giugno 2000    | 27 ottobre 2001   |
| 12                         | Uno strano incontro 「謎の少年・夜星星矢」 - Nazo no shōnen · Yaboshi Seiya – "Il ragazzo misterioso · Seiya Yaboshi"                       | 27 giugno 2000    | 12 novembre 2001  |
| 13                         | Missione sulla Terra 「シャラク星は謎の星」 - Sharaku hoshi wa nazo no hoshi – "La stella Shalack è una stella misteriosa"                  | 11 luglio 2000    | 13 novembre 2001  |
| 14                         | Trasformazioni incontrollate 「助けて変身ワンニャー」 - Tasukete henshin Wannyā – "Aiuto nel far trasformare WanNya"                        | 18 luglio 2000    | 14 novembre 2001  |
| 15                         | Notte bianca 「みかん逃げたよ西遠寺」 - Mikan nigeta yo Saionji – "Mikan è scappata, Saionji"                                               | 25 luglio 2000    | 15 novembre 2001  |
| 16                         | L'albero degli innamorati 「海と恋人達の木」 - Umi to koibito-tachi no ki – "Il mare e l'albero degli innamorati"                           | 5 settembre 2000  | 16 novembre 2001  |
| 17                         | Sperduti 「宝晶インドか西遠寺」 - Hōshō indo ka Saionji – "Il tesoro indiano è Saionji"                                                     | 12 settembre 2000 | 19 novembre 2001  |
| 18                         | Il passaporto di Momoka 「ももかのパスポート」 - Momoka no pasupoto – "Il passaporto di Momoka"                                             | 19 settembre 2000 | 20 novembre 2001  |
| 19                         | L'utilità delle cose inutili 「未夢の実家は謎な家？」 - Miyu no jikka wa nazo na ie? – "La vera casa di Miyu è una casa misteriosa?"        | 26 settembre 2000 | 21 novembre 2001  |
| 20                         | Una visita inopportuna 「季節外れの家庭訪問」 - Kisetsuhazure no katei hōmon – "Una visita a casa inaspettata"                              | 3 ottobre 2000    | 14 agosto 2002    |
| 21                         | Appostamento notturno 「校長・モン吉仲直り」 - Kōchō Monkichi nakanaori – "La riconciliazione tra il preside e Monkichi"                    | 10 ottobre 2000   | 15 agosto 2002    |
| 22                         | La montagna stregata 「恐怖のハイキング」 - Kyōfu no haikingu – "Un'escursione da paura"                                                    | 17 ottobre 2000   | 16 agosto 2002    |
| 23                         | Pigiama party 「みんな集まれ西遠寺」 - Minna atsumare Saionji – "Tutti insieme dai Saionji"                                                 | 24 ottobre 2000   | 19 agosto 2002    |
| 24                         | La magica notte di Halloween 「停電ハロウィン」 - Teiden Harouin – "Il blackout di Halloween"                                               | 31 ottobre 2000   | 20 agosto 2002    |
| 25                         | Un giorno ai grandi magazzini 「ルゥくんとデパートで」 - Rū-kun to depāto de – "Lou con il supermercato"                                    | 7 novembre 2000   | 21 agosto 2002    |
| 26                         | Notizie dalle stelle 「夜星星矢からの知らせ」 - Yaboshi Seiya kara no shirase – "Notizie da Seiya Yaboshi"                                  | 14 novembre 2000  | 22 agosto 2002    |
| 27                         | I genitori di Lou 「パパとママからの通信」 - Papa to mama kara no tsūshin – "Il contatto con mamma e papà"                                  | 21 novembre 2000  | 23 agosto 2002    |
| 28                         | La sorella extraterrestre 「西遠寺にシスター来る」 - Saionji ni shisutā kuru – "Arriva la sorella a casa Saionji"                           | 28 novembre 2000  | 26 agosto 2002    |
| 29                         | Il mistero della pietra preziosa 「ななみと謎の漬物石」 - Nanami to nazo no tsukemono ishi – "Nanami e la misteriosa pietra della salamoia" | 12 dicembre 2000  | 27 agosto 2002    |
| 30                         | Il nonno di BauMiao 「ワンニャーワンニャー」 - Wannyā Wannyā – "WanNya WanNya"                                                              | 19 dicembre 2000  | 28 agosto 2002    |
| 31                         | Un regalo per Kanata 「西遠寺と初クリスマス」 - Saionji to hatsu Kurisumasu – "Saionji e il primo Natale"                                   | 9 gennaio 2001    | 29 agosto 2002    |
| 32                         | Un maggiordomo per Christine 「クリススキーで別荘へ」 - Kurisu sukī de bessō he – "Chris con gli sci verso la baita"                        | 16 gennaio 2001   | 30 agosto 2002    |
| 33                         | L'amica d'infanzia 「彷徨の幼なじみ」 - Kanata no osanajimi – "L'amica d'infanzia di Kanata"                                                | 23 gennaio 2001   | 2 settembre 2002  |
| 34                         | Una promessa è una promessa 「彷徨の約束デート」 - Kanata no yakusoku dēto – "L'appuntamento promesso da Kanata"                            | 30 gennaio 2001   | 3 settembre 2002  |
| 35                         | La festa a sorpresa 「さよならワンニャー」 - Sayonara Wannyā – "Addio WanNya"                                                               | 6 febbraio 2001   | 4 settembre 2002  |
| 36                         | Gita alle terme 「平尾町温泉探検隊」 - Hirao-chō onsen tanken-tai – "La gita alle terme di Hirao"                                           | 13 febbraio 2001  | 5 settembre 2002  |
| 37                         | Il provino di Miyu 「未夢のアイドルデビュー」 - Miyu no aidoru debyū – "Il debutto da idol di Miyu"                                         | 20 febbraio 2001  | 6 settembre 2002  |
| 38                         | La carica dei 100 Lou 「ルゥくん増えちゃった」 - Rū-kun fuechatta – "Lou si moltiplica"                                                     | 27 febbraio 2001  | 2002              |
| 39                         | Uno per tutti, tutti per Lou 「百人ルゥくん全員集合」 - Hyaku-nin Rū-kun zenin shūgō – "Il raduno di tutti i 100 Lou"                       | 6 marzo 2001      | 2002              |
| Seconda serie (39 episodi) | |                   |                   |
| 40                         | L'idolo delle ragazze 「彷徨のライバル登場？」 - Kanata no raibaru tōjō? – "Appare il rivale di Kanata?"                                    | 10 aprile 2001    | 14 giugno 2004    |
| 41                         | Il concorso di bellezza 「彷徨と望の大決戦」 - Kanata to Nozomu no dai kessen – "La grande battaglia di Kanata e Nozomu"                    | 17 aprile 2001    | 15 giugno 2004    |
| 42                         | Una storia di amicizia 「オカメちゃんはどこ？」 - Okame-chan wa doko? – "Dov'è Okame?"                                                      | 24 aprile 2001    | 16 giugno 2004    |
| 43                         | Riunione di famiglia 「両家そろって西遠寺」 - Ryōke sorotte Saionji – "Riunione di famiglia dai Saionji"                                    | 1º maggio 2001    | 17 giugno 2004    |
| 44                         | Il festival dei ragazzi 「鯉のぼりは怖くない」 - Koinobori wa kowakunai – "Le carpe non fanno paura"                                        | 8 maggio 2001     | 18 giugno 2004    |
| 45                         | I sogni son desideri 「絵本の中でシンデレラ」 - Ehon no naka de Shinderera – "Cenerentola dentro il libro illustrato"                       | 22 maggio 2001    | 21 giugno 2004    |
| 46                         | Un insolito protagonista 「クリスと白クジラ」 - Kurisu to shiro kujira – "Chris e il balenottero bianco"                                    | 29 maggio 2001    | 22 giugno 2004    |
| 47                         | Miyu e la macchina riducente 「未夢とミニ未夢学校へ」 - Miyu to mini-Miyu gakkō he – "Miyu e mini-Miyu vanno a scuola"                      | 5 giugno 2001     | 23 giugno 2004    |
| 48                         | Il vaso del tempo 「三太と彷徨の変なカメ」 - Santa to Kanata no hen'na kame – "La strana scatola di Santa e Kanata"                         | 12 giugno 2001    | 24 giugno 2004    |
| 49                         | Viaggio e sorpresa 「水野先生謎のお出かけ」 - Mizuno-sensei nazo no odekake – "Il misterioso viaggio della professoressa Mizuno"            | 19 giugno 2001    | 25 giugno 2004    |
| 50                         | La pigromalattia 「やめてダレワンニャー」 - Yamete dare Wannyā – "Basta pigro WanNya"                                                       | 26 giugno 2001    | 28 giugno 2004    |
| 51                         | La promessa di Mikan 「みかんさんの謎な約束」 - Mikan-san no nazo na yakusoku – "La misteriosa promessa di Mikan"                           | 3 luglio 2001     | 29 giugno 2004    |
| 52                         | La prova di coraggio 「西遠寺の怪談コイシ岩」 - Saionji no kaidan koishi iwa – "La storia di fantasmi della pietra Koishi di Saionji"       | 17 luglio 2001    | 30 giugno 2004    |
| 53                         | Viaggio in America 「未夢と彷徨アメリカへ」 - Miyu to Kanata Amerika he – "Miyu e Kanata vanno in America"                                  | 24 luglio 2001    | 1º luglio 2004    |
| 54                         | Tutti in America 「三太以外はアメリカへ」 - Santa igai wa Amerika he – "Tutti tranne Santa vanno in America"                                | 31 luglio 2001    | 2 luglio 2004     |
| 55                         | Un misterioso giocattolo 「星矢が預けた変な物体」 - Seiya ga azuketa hen'na buttai – "Il misterioso oggetto lasciato indietro da Seiya"     | 4 settembre 2001  | 5 luglio 2004     |
| 56                         | Il rapimento di Lou 「メカワンニャー襲来！」 - Meka Wannyā shūrai! – "Mecha WanNya all'attacco!"                                            | 11 settembre 2001 | 6 luglio 2004     |
| 57                         | Il fiore venuto dallo spazio 「望くん夢の世界へ」 - Nozomu-kun yume no sekai he – "Verso il mondo dei sogni di Nozomu"                      | 18 settembre 2001 | 7 luglio 2004     |
| 58                         | Un trofeo per BauMiao 「うちのペットが一番？」 - Uchi no petto ga ichiban? – "Il nostro animale domestico è il migliore?"                   | 25 settembre 2001 | 8 luglio 2004     |
| 59                         | BauMiao in sciopero 「ペポルゥワンニャー」 - Pepo Rū Wannyā – "Pepo, Lou, WanNya"                                                           | 2 ottobre 2001    | 9 luglio 2004     |
| 60                         | L'apprendista 「みかんの仕事場西遠寺」 - Mikan no shigotoba Saionji – "Il posto di lavoro di Mikan è da Saionji"                            | 9 ottobre 2001    | 12 luglio 2004    |
| 61                         | Il primo bacio 「未夢と彷徨初キッス？」 - Miyu to Kanata hatsu kissu? – "Il primo bacio di Miyu e Kanata?"                                  | 16 ottobre 2001   | 13 luglio 2004    |
| 62                         | La festa di Halloween 「小言カボ吉西遠寺」 - Kogoto kabokichi Saionji – "Sgridata al tempio Saionji"                                        | 23 ottobre 2001   | 14 luglio 2004    |
| 63                         | Un invito spettrale 「山荘怖いな誰かいる？」 - Sansō kowai na dare ka iru? – "C'è qualcuno nella spaventosa villa di montagna?"             | 30 ottobre 2001   | 15 luglio 2004    |
| 64                         | L'amica di penna 「ペンフレンドが来るよ」 - Penfurendo ga kuru yo – "Arriva l'amica di penna"                                               | 6 novembre 2001   | 16 luglio 2004    |
| 65                         | Inventori allo sbaraglio 「発明なんてつまらない」 - Hatsumei nante tsumaranai – "Le invenzioni non sono noiose"                             | 13 novembre 2001  | 19 luglio 2004    |
| 66                         | La rivale di Momoka 「ライバル友達恋がたき」 - Raibaru tomodachi koi ga taki – "Una rivale, un'amica, un amore"                             | 27 novembre 2001  | 20 luglio 2004    |
| 67                         | Un amore speciale 「シャラク星のテル来る」 - Sharaku hoshi no Teru kuru – "Teru arriva dalla stella Shalack"                                | 4 dicembre 2001   | 21 luglio 2004    |
| 68                         | Il regalo di Natale 「ワンニャー対鹿田さん」 - Wannyā tai Shikada-san – "WanNya contro il signor Shikada"                                   | 11 dicembre 2001  | 22 luglio 2004    |
| 69                         | Un piano quasi perfetto 「はみだしグアバの恋」 - Hamidashi Guaba no koi – "L'amore di Guava"                                                | 18 dicembre 2001  | 23 luglio 2004    |
| 70                         | La slitta di Babbo Natale 「ももかのクリスマス」 - Momoka no kurisumasu – "Il Natale di Momoka"                                             | 25 dicembre 2001  | 26 luglio 2004    |
| 71                         | Le sette divinità 「七福神でおめでたい」 - Shichifukujin de omedetai – "Le sette divinità della fortuna"                                    | 8 gennaio 2002    | 27 luglio 2004    |
| 72                         | Viaggio nel tempo 「未夢とお揃いの着物」 - Miyu to osoroi no kimono – "Miyu e lo stesso kimono"                                             | 15 gennaio 2002   | 28 luglio 2004    |
| 73                         | Tesoro, mi si è ristretto Kanata 「未夢とお子様彷徨」 - Miyu to okosama Kanata – "Miyu e il piccolo Kanata"                                 | 22 gennaio 2002   | 29 luglio 2004    |
| 74                         | Addio banda dei cattivi 「さよならわるわる団」 - Sayonara waruwarudan – "Addio banda dei cattivi"                                           | 29 gennaio 2002   | 30 luglio 2004    |
| 75                         | San Valentino 「平尾町バレンタイン」 - Hirao-chō Barentain – "San Valentino a Hirao"                                                        | 5 febbraio 2002   | 2 agosto 2004     |
| 76                         | Messaggio a sorpresa 「ルゥくん主役で文化祭」 - Rū-kun shuyaku de bunkamatsuri – "Lou nel ruolo principale del festival"                    | 12 febbraio 2002  | 3 agosto 2004     |
| 77                         | Segreto svelato 「満月の夜に」 - Mangetsu no yoru ni – "In una notte di luna piena"                                                         | 19 febbraio 2002  | 4 agosto 2004     |
| 78                         | Arrivederci 「また会おうね」 - Mata aou ne – "C'incontreremo ancora"                                                                        | 26 febbraio 2002  | 5 agosto 2004     |

### Sigle
Sigla di apertura
- Heart no tsubasa (ハートのつばさ? lett. "Le ali del cuore"), di Reika Nakajima (ep. 1-39)
- HAPPY FLOWER, di Saori Nara (ep. 40-78)

Sigla di chiusura
- BOY MEETS GIRL (DA!DA!DA! Remix), dei TRF (ep. 1-39)
- Yukkuri (ゆっくり? lett. "Lentamente"), di Hitomi Mieno (ep. 40-78)

Sigla di apertura e di chiusura italiana
La sigla italiana UFO Baby, scritta da Luigi Albertelli con la musica di Vince Tempera ed interpretata dai 2tto (poi conosciuti come Sonohra), presenta un arrangiamento completamente diverso dalle originali e viene usata sia in apertura che in chiusura.

## CD
| Nº | Titolo CD | Numero tracce | Data uscita      |
| -- | --- | ------------- | ---------------- |
| 1  | Heart no tsubasa (ハートのつばさ?)                                                                              | 4             | 21 aprile 2000   |
| 2  | BOY MEETS GIRL with TRF                                                                                         | 4             | 23 agosto 2000   |
| 3  | Daa! Daa! Daa! Original Soundtrack (だぁ！だぁ！だぁ！ オリジナル・サウンドトラック?)                           | 29            | 22 novembre 2000 |
| 4  | Daa! Daa! Daa! Tsubasa no collection Heart no tsubasa (だぁ！だぁ！だぁ！ つばさのコレクション ハートのつばさ?) | 5             | 21 aprile 2001   |
| 5  | HAPPY FLOWER | 4             | 21 aprile 2001   |
| 6  | Yukkuri (ゆっくり?)                                                                                             | 4             | 21 aprile 2001   |
| 7  | Daa! Daa! Daa! Original Soundtrack 2 (だぁ！だぁ！だぁ！ オリジナル・サウンドトラック ２?)                      | 28            | 21 giugno 2001   |

## Videogiochi
Nel 2000 è uscito in Giappone un videogioco sviluppato da Video System in modalità singolo giocatore.
| Nº | Titolo videogioco                                                                                                | Piattaforma    | Data uscita     |
| -- | --- | -------------- | --------------- |
| 1  | Daa! Daa! Daa!: Totsuzen★Card de battle de uranai de!? (だぁ！だぁ！だぁ！ とつぜん★カードでバトルで占いで！？?) | Game Boy Color | 8 dicembre 2000 |